# Гарні дні
«Гарні дні» (тур. Güzel Günler) — турецький телесеріал 2022-2023 рр. у жанрі сімейної комедії, та створений компанією TMC Film. В головних ролях — Біннур Кая, Еджем Еркек, Лейла Танлар, Зейнеп Чамджи, Олгун Токер, Бурак Дакак, Їлдирай Шахінлер.
Перша серія вийшла в ефір 6 листопада 2022 року.
Серіал має 1 сезон. Завершився 26-м епізодом, який вийшов у ефір 18 червня 2023 року.
Режисер серіалу — Осман Ташчі.
Сценарист серіалу — Селін Тунч.

## Сюжет
У центрі подій опинилася молода дівчина, на ім'я Сельма. Головна героїня має привабливу зовнішність і крім цього була наділена незвичайними рисами характеру. В юності у героїні був близький друг, на ім'я Міхран і разом з ним вони завжди проводили час. Спочатку вони були простими друзями, але згодом їх почуття стали міцніти і переростати у щось більше. Сельме і Міхрану довелося розлучитися, здавалося б, немає жодного шансу. Герої розлучившись не стали підтримувати дружні стосунки. Але якось доля надасть їм шанс на ще одну зустріч, яка зможе стати доленосною для кожного з них.

## Актори та персонажі
| Актор              | Роль   |
| ------------------ | ------ |
| Біннур Кая         | Кіймет |
| Еджем Еркек        | Фюсун  |
| Лейла Танлар       | Сельма |
| Зейнеп Чамджи      | Алтан  |
| Олгун Токер        | Атакан |
| Бурак Дакак        | Міхран |
| Їлдирай Шахінлер   | Хакім  |
| Оркунджан Ізан     | Фейяз  |
| Ойя Илогулларі     | Аля    |
| Серай Гьозлер      | Саліха |
| Дуйгу Кесе         | Лейлім |
| Дора Далгич        | Айшим  |
| Доган Джан Сарікая | Дерім  |

## Сезони
| Сезон | Епізоди | Епізоди | Оригінальний показ | Оригінальний показ | Оригінальний показ |
| Сезон | Епізоди | Епізоди | Перший показ       | Останній показ     | Мережа             |
| ----- | ------- | ------- | ------------------ | ------------------ | ------------------ |
| 1     | 26      | 26      | 6 листопада 2022   | 18 червня 2023     | Show TV            |

## Рейтинги серій

### Сезон 1 (2022)
| Серія       | Рейтинг (TOTAL) | Рейтинг (AB) | Рейтинг (ABC1) |
| ----------- | --------------- | ------------ | -------------- |
| 1.          | 4.04            | 4.07         | 4.28           |
| 2.          | 3.43            | 3.10         | 3.14           |
| 3.          | 3.14            | 3.23         | 3.19           |
| 4.          | 3.01            | 3.68         | 3.56           |
| 5.          | 3.44            | 2,89         | 3.68           |
| 6.          | 3.27            | 2.88         | 3.57           |
| 7.          | 3.08            | 2,99         | 3.18           |
| 8.          | 3.64            | 3.07         | 3.41           |
| 9.          | 4.33            | 3.24         | 4.04           |
| 10.         | 3.81            | 2.52         | 3.78           |
| 11.         | 3.77            | 3.01         | 3.53           |
| 12.         | 3.38            | 2.77         | 3.57           |
| 13.         | 3.67            | 2.90         | 3.26           |
| 14.         | 2.82            | 2.42         | 3.01           |
| 15.         | 3.27            | 2.58         | 3.16           |
| 16.         | 2.95            | 3.03         | 3.69           |
| 17.         | 2.67            | 2.71         | 3.05           |
| 18.         | 2.83            | 2.67         | 3.05           |
| 19.         | 2.89            | 2.40         | 2.97           |
| 20.         | 2.71            | 2.88         | 3.11           |
| 21.         | 2.36            | 2.23         | 3.05           |
| 22.         | 2.75            | 2.98         | 3.27           |
| 23.         | 3.21            | 3.21         | 3.69           |
| 24.         | 3.37            | 3.33         | 3.89           |
| 25.         | 3.02            | 2.99         | 3.68           |
| 26. (фінал) | 2.47            | 2.42         | 2.77           |

## Нагороди
| Рік  | Премія                       | Категорія                              | Номінант      | Результат |
| ---- | ---------------------------- | -------------------------------------- | ------------- | --------- |
| 2023 | 49. Премія «Золотий метелик» | Найкращий комедійний серіал            | Гарні дні     | Номінація |
| 2023 | 49. Премія «Золотий метелик» | Найкраща акторка у комедійному серіалі | Еджем Еркек   | Перемога  |
| 2023 | 49. Премія «Золотий метелик» | Найкраща акторка у комедійному серіалі | Біннур Кая    | Номінація |
| 2023 | 49. Премія «Золотий метелик» | Найкраща акторка у комедійному серіалі | Лейла Танлар  | Номінація |
| 2023 | 49. Премія «Золотий метелик» | Найкраща акторка у комедійному серіалі | Зейнеп Чамджі | Номінація |
| 2023 | 49. Премія «Золотий метелик» | Найкращий актор у комедійному серіалі  | Бурак Дакак   | Номінація |